# Universiteit van Pretoria
De Universiteit van Pretoria is een universiteit in Pretoria, de bestuurlijke hoofdstad van Zuid-Afrika in de provincie Gauteng. In 2005 staan er 38.500 studenten ingeschreven en werken er 3600 wetenschappelijk medewerkers. De Universiteit van Pretoria is een van de vijf historisch Afrikaans/Nederlandstalige universiteiten (HANU's) in Zuid-Afrika.

## Geschiedenis
De universiteit werd opgericht in 1908 als Afrikaanstalige hogeschool met drie hoogleraren en 30 studenten. Het was een afdeling van het Transvaal University College uit Johannesburg. Beide vestigingen gingen op 17 mei 1910 uit elkaar. De afdeling in Johannesburg werd in 1922 de Universiteit van de Witwatersrand. In 1930 kreeg de afdeling in Pretoria de status van universiteit en nam de huidige naam aan.
Sinds het einde van de apartheid in 1994 heeft de universiteit een evenwichtiger verhouding tussen verschillende groepen qua etniciteit en taal. Ook de verdeling tussen mannelijke en vrouwelijke studenten ligt ongeveer gelijk. Onderwijs wordt gegeven in het Afrikaans en het Engels, terwijl het Noord-Sotho als omgangstaal wordt gebruikt.
In 2006 werd het Centrum voor Mensenrechten van de universiteit bekroond met de Bilbao-prijs voor de Bevordering van een Cultuur van Mensenrechten van de UNESCO.

## Faculteiten
De universiteit kent tien faculteiten in de volgende volgorde van oprichtingsjaar:
- 1902: Onderwijs
- 1908: Techniek, gebouwde omgeving en informatietechnologie
- 1908: Geesteswetenschappen
- 1908: Rechtsgeleerdheid
- 1917: Natuur- en landbouwwetenschappen
- 1919: Theologie
- 1920: Economie en management
- 1920: Veterinaire wetenschappen
- 1943: Gezondheidswetenschappen
- 2000: Gordon Institute of Business Science

## Verbonden

### Als (hoog)leraar
- Jan Goudriaan (1893-1974), bedrijfseconoom
- Gerrit Viljoen (1926-2009), politicus

### Als student
- Johannes Strijdom (1893-1958), politicus
- Johannes van Rensburg (1898-1966), politicus
- Albert Meijer (1922-2021), hoogleraar wijsbegeerte
- Gerrit Viljoen (1926-2009), politicus
- Carel Boshoff (1927-2011), activist en voorzitter van de Broederbond.
- Pik Botha (1932), politicus
- Adriaan Vlok (1937), politicus
- Chris(tian) Johan Barnard (1939), schrijver
- Koos du Plessis (1945-1984), dichter en zanger
- Antjie Krog (1952), dichteres en schrijfster
- Koos Kombuis (1954), schrijver en muzikant
- Amanda Strydom (1956), zangeres en tekstschrijfster
- Herman van den Berg (1968), zanger en tekstschrijver
- Joan Hambidge (1956), dichteres, schrijfster en literatuurcriticus
- Roland Mark Schoeman (1980), zwemmer
- Mbulaeni Mulaudzi (1980), hardloper
- Gerhard Zandberg (1983), zwemmer
- Lyndon Ferns (1983), zwemmer
- Godfrey Khotso Mokoena (1985), atleet
- L.J. van Zyl (1985), atleet
- Oscar Pistorius (1986), hardloper
- Bongani Khumalo (1987), voetballer
- Suzaan van Biljon (1988), zwemster
- Cameron van der Burgh (1988), zwemmer
- Caster Semenya (1991), hardloopster

### Onderscheiding
- Amanda Strydom (1956), zangeres, Tuks Alumni Laureate Award
- Willem Frederik Hermans (1921-1995), fysisch geograaf en schrijver, eredoctoraat